# 石津照璽
石津 照璽（いしづ てるじ、1903年2月26日 - 1972年6月6日)は、日本の宗教哲学者。

## 略歴
山口県美祢郡大田村（現美祢市）出身。旧姓は秋里。1926年東京帝国大学文学部宗教学宗教史学科卒。東大副手、1931年日本大学講師を経て、1938年東北帝国大学法文学部助教授、1943年教授、東北大学文学部教授、1960年文学部長、1963年東北大学学長。1965年、宮城教育大学学長併任。同年東北大学学生、農学部移転問題にからんで大学自治を要求し無期限全学ストライキ（9月20日まで）、9月28日、石津学長を辞任。1966年定年退官、名誉教授、慶応義塾大学教授、駒澤大学教授を務めた。1956年から四期日本宗教学会会長。1954-1967年日本学術会議会員、同第一部長。1960年国際宗教学宗教史学会副会長。東亜大学の創立に参加した。門下に板橋興宗がいる。
1972年6月6日、東京都新宿区宝禅寺にて脳出血により死去。

## 著書
- 『東洋復興 新世界觀の要求』 (教學新書) 目黒書店 1943
- 『天台実相論の研究 存在の極相を索めて』弘文堂書房 1947
- 『宗教的人間』培風館 1951
- 『宗教哲学の問題と方向』弘文堂 1953
- 『宗教経験の基礎的構造』創文社 1968
- 『宗教哲学の場面と根底』創文社 1968
- 『キェルケゴール研究』創文社 1974
- 『宗教哲学研究』創文社 1980